# Signa
Signa – miejscowość i gmina we Włoszech, w regionie Toskania, w prowincji Florencja. Według danych na rok 2004 gminę zamieszkiwało 15 278 osób, 848,8 os./km².